# Apospasta ancillottoi
Apospasta ancillottoi là một loài bướm đêm trong họ Noctuidae.